# Van Haren fabriek
De Van Haren fabriek is een complex van rijksmonumenten dat ligt aan het Hoogeinde in Baardwijk in de gemeente Waalwijk en restanten zijn van het voormalige productiebedrijf van de gelijknamige onderneming.

## Geschiedenis
In 1906 liet Cornelis Wijnand de Vries – van de Grind in Baardwijk een woonhuis met stoomschoenfabriek bouwen. Delen van het oorspronkelijk gebouw (met name de voorste vier sheddaken) zijn nog steeds aanwezig. Johannes van Haren, eigenaar van een bescheiden schoenfabriek in Beneden-Leeuwen, kocht in 1913, op 61-jarige leeftijd, deze fabriek. De zonen Cornelis, Ivo en Johannes jr van Haren vertrokken op 1 september 1913 naar Baardwijk, waar ze het familiebedrijf voortzetten. Hun ouders volgden op 28 november 1913. Op 6 maart 1920 stapte Ivo van Haren-Oomens uit de handelsvennootschap met zijn broers en begon een eigen leerhandel in Baardwijk . Deze was al spoedig zeer succesvol en werd in 1924 overgeplaatst naar Waalwijk waar in het voormalig postkantoor aan de Groote Markt een magazijn werd ingericht. In 1929 ging de onderneming over in N.V. Ivo van Haren’s Schoenfabrieken. 
Van Haren was een van de eersten in de branche die de hele bedrijfskolom, van looierij tot winkel, beheerste. Van Haren opende in 1929 een eerste eigen winkel in de Hoogstraat 281 in Rotterdam. Het ensemble is in gedeelten uitgebreid: kantoren (1931), ontvangsthal met midden gevel (1938), toegangspoort (1938), dienstwoning (1939) en kantine (1940). Rond 1930 werd de productie en daarmee parallel de winkelketen steeds verder uitgebreid, wat leidde tot diverse uitbreidingen en grootschalige nieuwbouw. Een grote brand in 1934 betekende een tijdelijke terugslag. In 1936 bedroeg de weekproductie al 17.000 paar, 1 jaar later werd het 50ste verkoopfiliaal, onder eigen naam, geopend. Tevens werd toen de grote leerfabriek van de N.V. v. lersel Witlox en Co. ter plaatse overgenomen. In de oorlogsjaren is de fabriekshal gevorderd door de Duitsers voor onderhoud aan vliegtuigmotoren.

## Na 1945
Van Haren kende in de naoorlogse jaren lang een bloeiperiode met onder meer productiefilialen te 's-Hertogenbosch en een stikkerij te Weelde. Het bleef een familie-onderneming. Na de dood van Ivo in 1965 zetten diens zonen Johan en Jacques de zaken voort, waarbij de eerste uiteindelijk werd uitgekocht. Ook deze onderneming ontkwam niet aan de neergang van de Europese schoenindustrie. In 1977 werden de montage-afdeling, te Den Bosch, en de looierij te Waalwijk gesloten. De onderneming veranderde in een grootwinkelketen met een eigen productiebedrijf. In 1985 kwam het tot een overname door het Duitse Deichmann. De werkgelegenheid in Waalwijk, bij het moment van fusie een 180 personen, kon nog een aantal jaren deels behouden blijven, in 1989 viel het doek voor het productiebedrijf, wat nog 80 werknemers groot was. De gelijknamige grote Nederlandse winkelketen werd wel voortgezet, met redelijk succes. In 1989 telde het 125 winkels, in 2010 één meer. Op het industrieterrein genaamd Haven VII nabij de haven van Waalwijk is er een straat vernoemd naar deze ondernemer. 
Het fabriekscomplex bestaat uit meerdere rijksmonumenten: fabrieksgebouw (de productiehal met sheddaken, en met name de voorste vier traveeën), dienstwoning, kantine (nr. 37) en toegangspoort. De zeven glas-in-loodramen van de kantine hebben figuratieve voorstellingen, deze geven het complete productieproces weer: van runderen als leverancier van het leer tot en met de verkoop van schoenen als het eindproduct. Deze ramen dragen tevens boven en onder deze beeltenissen nog de wapens van de elf provincies, terwijl het hoofdraam bekroond wordt door het wapen van Waalwijk. Ontworpen door glazenier Louis de Swart (Breda). De poort bestaat uit een metalen boog met het opschrift "VAN HAREN". Ernaast ligt de kantine en daarnaast op nummer 39 de dienstwoning. In de ontvangsthal van het hoofdgebouw (nr. 35) zijn wandschilderingen van de Waalwijkse kunstenaar Theo van Delft, met de hand aangebracht. Door de zware glazen deuren binnenkomende valt meteen het prachtige plafond op, waarvan het daglicht door een prachtig rood met geel tableau gefilterd naar binnen valt. Rondom zijn alle vier de muren voorzien van prachtige wandschilderingen. Deze geven een beeld van de leerindustrie in het algemeen en de werkzaamheden van het concern van Van Haren in het bijzonder. Zo zijn er onder meer afbeeldingen van het bewerken van leer, de fabricage van schoenen, het laboratorium en een interieur van een schoenwinkel waarin mensen schoenen passen. Op de wand rondom de ingang zijn de alle plaatsnamen te lezen waar zich tot dan toe de vestigingen van Van Haren bevonden.

## Literatuur

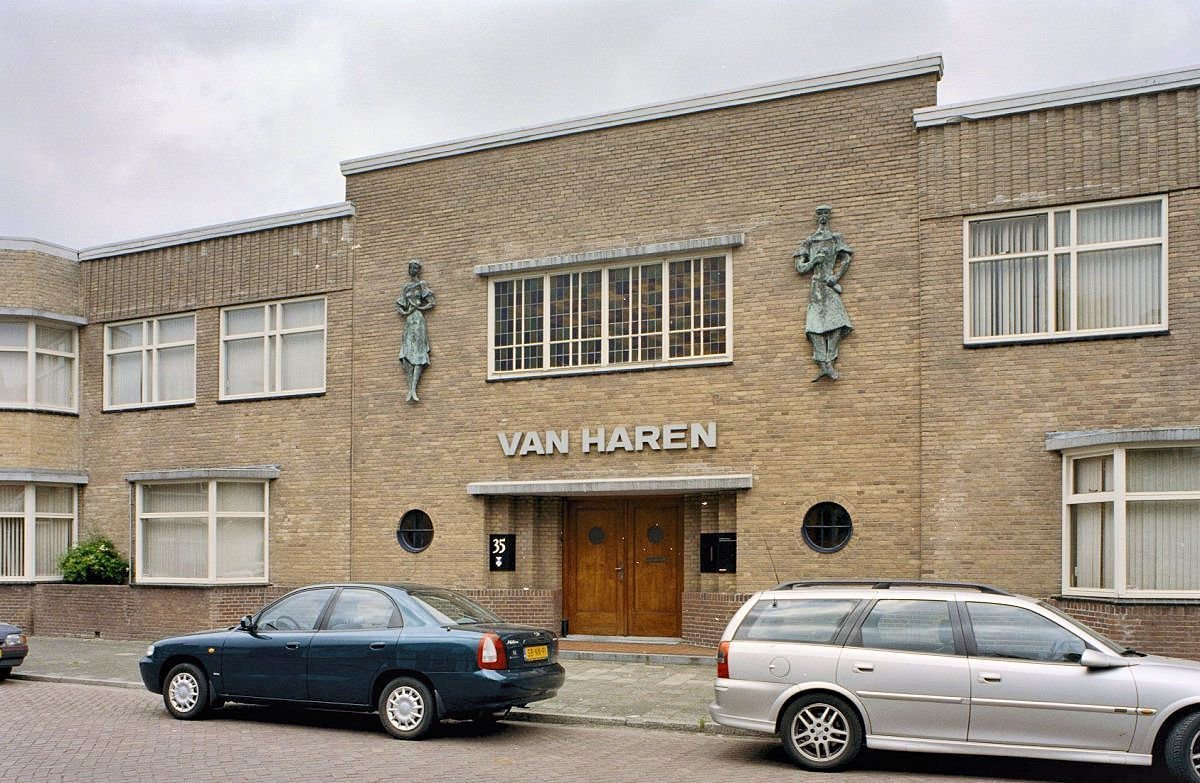
hoofdingang op Hoogeinde nr 35
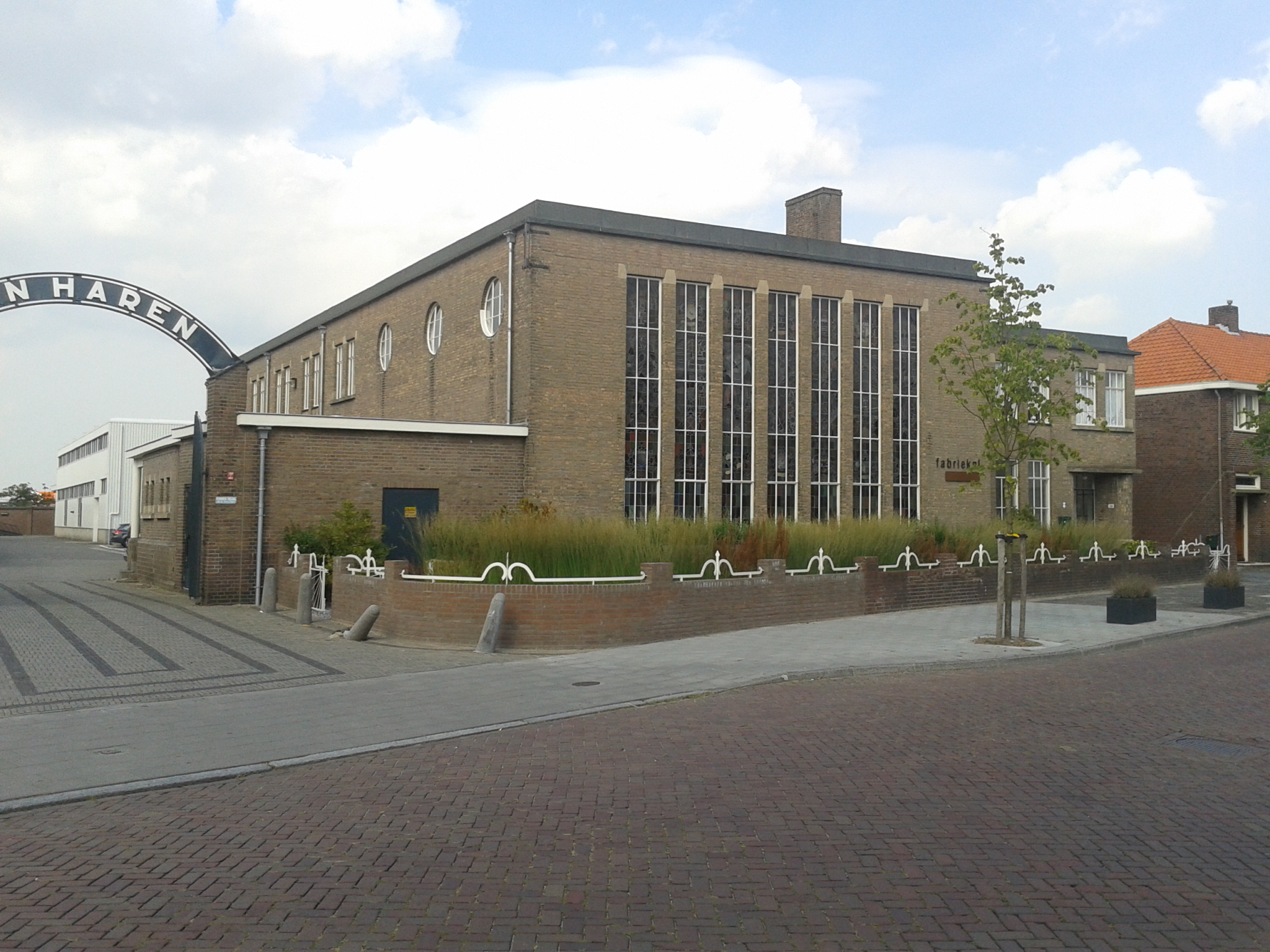
kantine, Hoogeinde nr 37
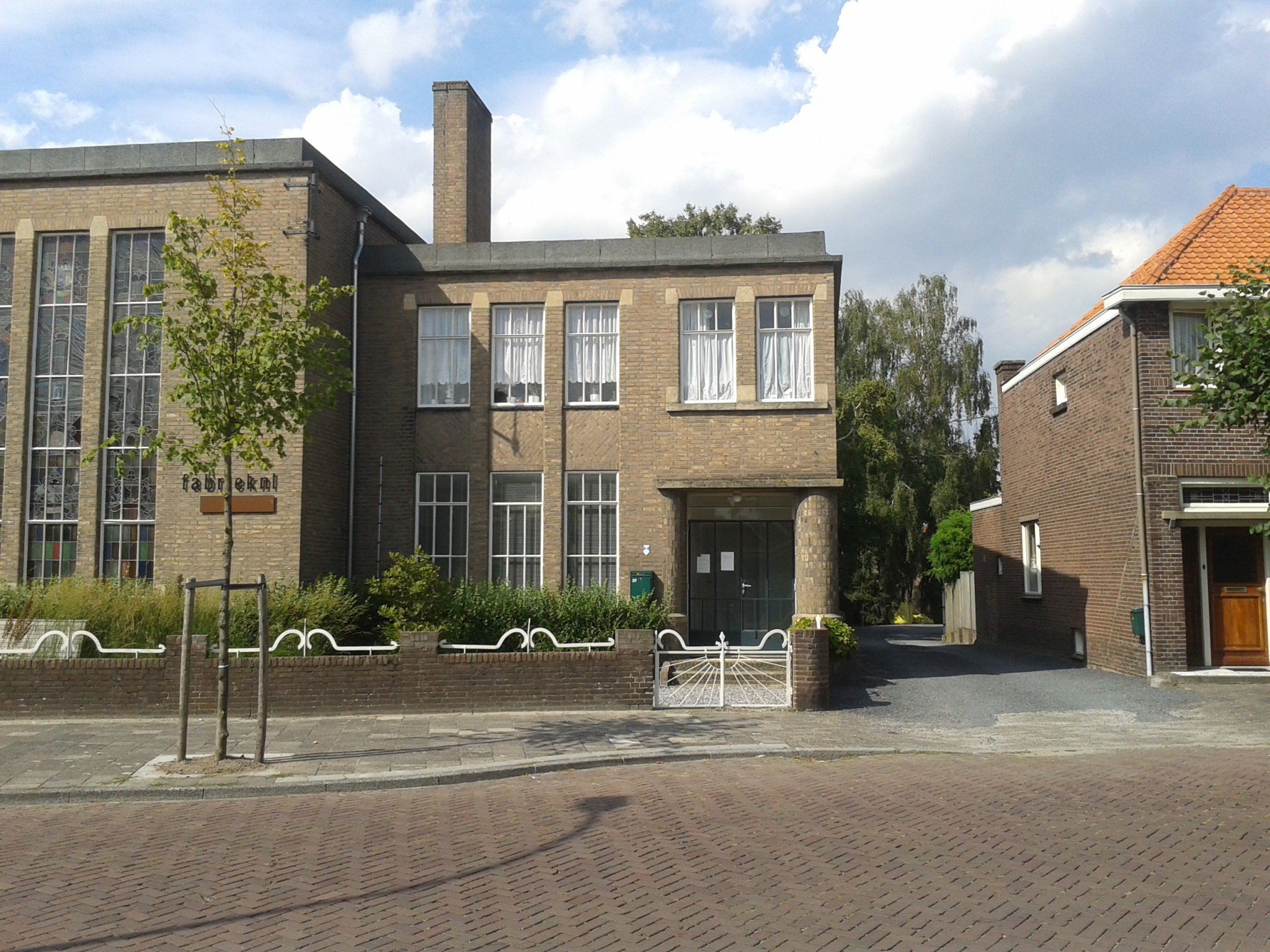
dienstwoning, Hoogeinde nr 39